# Tenay
Tenay är en kommun i departementet Ain i regionen Auvergne-Rhône-Alpes i östra Frankrike. Kommunen ligger  i kantonen Saint-Rambert-en-Bugey som ligger i arrondissementet Belley. Kommunens areal är 13,12 km². År 2022 hade Tenay 1 024 invånare.

## Befolkningsutveckling
Antalet invånare i kommunen Tenay
Referens: INSEE